# الکالا دو گوریا
الکالا دو گوریا (به اسپانیایی: Alcalá de Gurrea) یک شهرستان در اسپانیا است که در استان هوئسکا واقع شده‌است.